# Estación Pontezinha
La Estación Pontezinha es una de las estaciones del VLT de Recife, situada en Cabo de Santo Agostinho, entre la Estación Ângelo de Souza y la Estación Ponte dos Carvalhos.
Fue inaugurada en 1858 y atiende a habitantes y trabajadores del barrio de Pontezinha, en Cabo de Santo Agostinho.

## Historia
La estación fue originalmente inaugurada en 1858, como una de las estaciones del Ferrocarril Recife a São Francisco. En 1905, la estación Pontezinha pasó a formar parte del Ramal Recife-Maceió. Ese ramal de pasajeros funcionó hasta los años 80. Actualmente la estación forma parte de la Línea Cajueiro Seco–Cabo del VLT de Recife.